# Juan José de los Ángeles
Juan José de los Ángeles Segui, nacido el 21 de febrero de 1973 en Xeraco, fue un ciclista español. Fue profesional de 1997 a 2004 y sólo consiguió una victoria durante este periodo al lograr la victoria en el Gran Premio de Llodio en 2001.

## Palmarés
2001
- Gran Premio de Llodio

## Resultados en las grandes vueltas
| Carrera         | 1997 | 1998 | 1999  | 2000 | 2001 | 2002 | 2003 | 2004 |
| --------------- | ---- | ---- | ----- | ---- | ---- | ---- | ---- | ---- |
| Giro de Italia  | -    | -    | -     | 50.º | Ab.  | 33.º | -    | -    |
| Tour de Francia | 55.º | Ab.  | 129.º | -    | -    | -    | -    | -    |
| Vuelta a España | -    | -    | -     | -    | -    | 52.º | 83.º | -    |